# Transport ferroviaire au Brésil

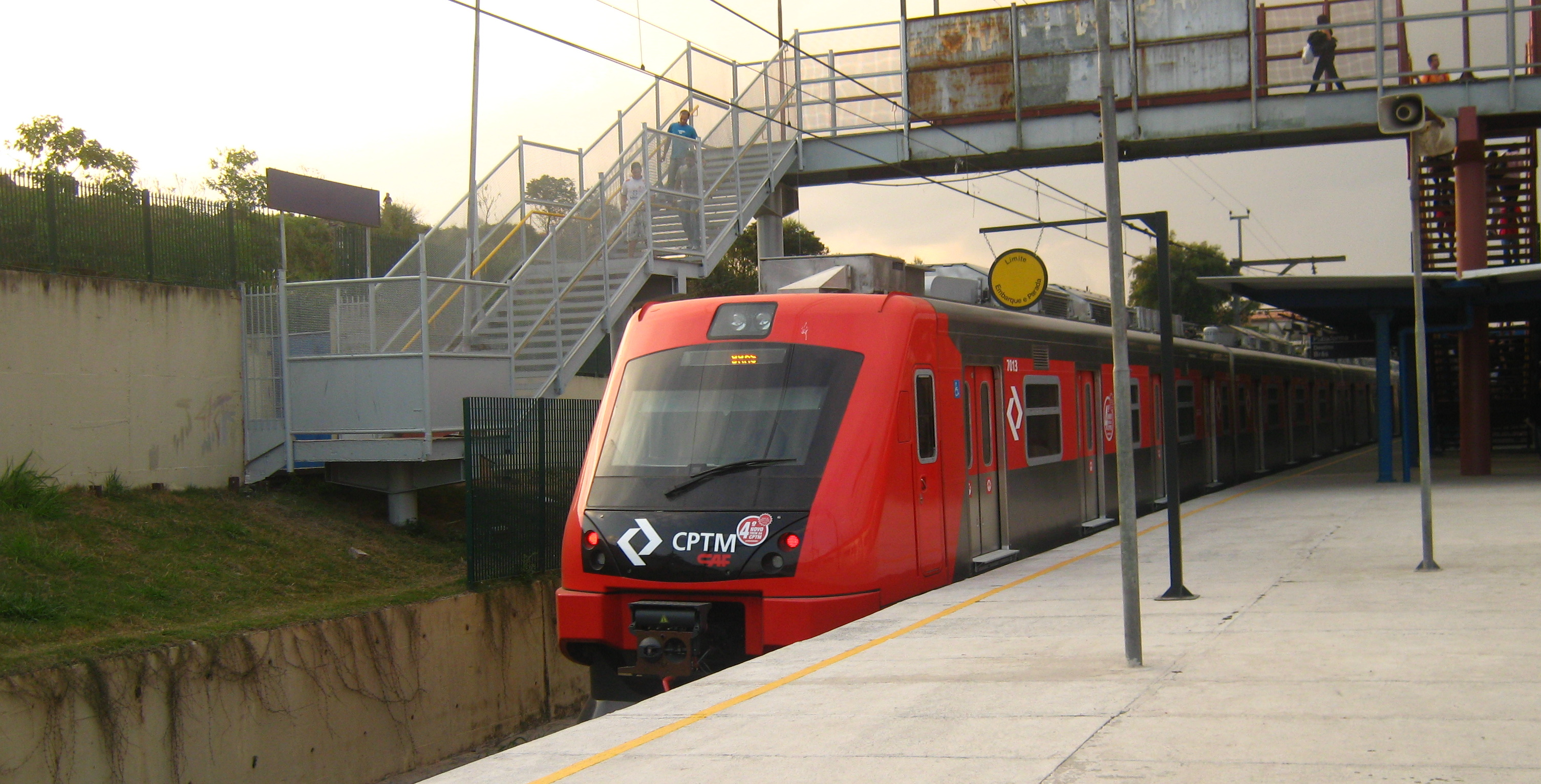
Ligne ferroviaire Brésilienne

Le Transport ferroviaire au Brésil est effectué sur un vaste réseau essentiellement orienté vers le transport de marchandises. Le trafic de voyageurs persiste seulement pour des trajets touristiques et urbains. Comme en Amérique du Nord, l'avion et les cars sont plus adaptés à la vaste superficie du pays.
Il existe cependant quelques projets pour le trafic de voyageurs dont notamment une liaison à grande vitesse entre Rio de Janeiro et São Paulo ou encore entre Brasilia et Goiânia avec le trem bala.

## Histoire
Décidée en 1852, la ligne ferroviaire de Mauá est inaugurée en 1854, dans l'État de Rio de Janeiro, pour relier le port de Mauá au quartier de Fragoso (Magé) sous l'impulsion de l'entrepreneur Irineu Evangelista de Sousa. C'est en 1854 que la locomotive Baronesa parcourt les premiers 14,5 km de ligne au Brésil. 
Puis en 1855 est lancé le Chemin de fer de Recife, pour l'économie sucrière.
Mais surtout en 1859, le banquier Barão de Mauá convainc le gouvernement de débuter une ligne ferroviaire de 79 kilomètres reliant la plaine caféière de São Paulo au port de Santos, en traversant la « cordillère de la mer », avec des passages à plus de 800 mètres d’altitude et des pentes de près de 10 %.  La ligne de São Paulo Railway est achevée en 1867 au prix de prouesses techniques, permet ensuite de développer l'exportation du café vers le port de Santos. Pendant sa construction, le port de Santos est agrandi et dès son achèvement la production caféière du pays prend un formidable essor.
En 1922, le Brésil, qui fête ses 100 ans d'indépendance, possède déjà un réseau de 29 000 km. La traction électrique fait son apparition en 1930, pour remplacer la vapeur suivi en 1939 par le Diesel-électrique.
En 1957, création de Rede Ferroviária Federal S.A. (RFFSA) dont le but est l'unification des 18 chemins de fer de l'union qui totalisent 37 000 km. En 2004, le pays fête ses 150 ans d'histoire ferroviaire.

## Désétatisation
Le programme de désétatisation, par le décret n.º 473/92, qui a abouti avec la cession du réseau ferroviaire précédemment géré par la RFFSA, est terminé depuis décembre 1999.

L'Agência Nacional de Transportes Terrestres (ANTT) est l'autorité qui délivre ou exploite les concessions.
Les concessions issues de la RFFSSA (25,895 km) :
| Nom                                        | Longueur | Localisation       |
| Ferrovia Novoeste SA                       | 1,621 km | Région Ouest       |
| Ferrovia Centro-Atlântica SA               | 7,080 km | RégionCentre-Ouest |
| MRS LOGÍSTICA SA                           | 1 674 km | Sud-est            |
| Ferrovia Tereza Cristina SA                | 164 km   | Tereza-Cristina    |
| All-América Latin Logistique do Brasil S.A | 7 225 km | Région Sud         |
| Companhia Ferroviária do Nordeste          | 4,534 km | Région Nordeste    |
| Ferrovias Bandeirantes S.A.                | 4,236 km | Région Sao Paulo   |

L'ANTT reste responsable des concessions:

## Marchandise
Le trafic de marchandises représente la plus grande part du trafic ferroviaire.
Marchandises principales : hydrocarbures (fioul, essence, kérosène), matériaux de construction (roches, briques, sable, argile, ciment, plâtre), produits agro-alimentaires (maïs, orge, farine de blé, sucre, boissons, bière, alcool), produits sidérurgiques et métallurgiques (fer, fonte, aluminium), coke, engrais, etc.

Depuis la désétatisation, le trafic, ainsi que les investissements publics et privés, ont augmenté de manière importante, avec l'apparition de nouveaux projets tels que la Transnordestine avec 500 km de voies nouvelles.

Entre 1996 et 2003, le trafic a donc augmenté de 34 % pendant que le PIB brésilien augmentait de 10 %, le nombre d'accidents ferroviaires a diminué de 55 %. Il en résulte aussi la création de plus de 20 000 emplois directs ou indirects (source : Associação Nacional dos Transportadores Ferroviários (ANTF)).

## Voyageurs
Le trafic voyageurs est principalement assuré par des lignes de trains de banlieue (São Paulo, etc.), ainsi que les lignes suivantes :
- Serra Verde Express (1885 - ), relie Curitiba à Paranaguá, ligne montagneuse de 110 km avec une altitude variant de 6 à 952 mètres.
- Trem Expresso Aeroporto (projet), relie la gare de la Luz, São Paulo, à l'aéroport international de São Paulo, Guarulhos, ligne de 19 km.
- Expresso Bandeirantes (projet), relie São Paulo à Campinas, ligne de 93 km.
- Trem de Alta Velocidade (projet), relie Campinas et São Paulo à Rio de Janeiro, ligne de 403 km.  (cf. : ci-dessous)
- TAV Brasília - Goiânia (projet), relie Brasilia à Goiânia, ligne de 191 km.
- Rio de Janeiro - São Paulo (1991 - 2002), train de nuit de luxe, rendez-vous des amoureux, ligne d'environ 400 km.
- Estrada de Ferro Vitória a Minas, relie Belo Horizonte à Vitória ligne d'environ 900 km.
- Estrada de Ferro Carajás (1986 -) relie São Luís à Parauapebas ligne d'environ 892 km.

## Grande vitesse
Le 19 mai 2004, le ministre brésilien des transports a constitué un groupe de travail pour étudier l'implantation d'une ligne à grande vitesse entre les villes Campinas, São Paulo et Rio de Janeiro. Selon la loi constituant le groupe, il a 180 jours pour rendre ses conclusions.
D'autres lignes seront Belo Horizonte - Curitiba, Brasília - Goiânia et Campinas - Triângulo Mineiro.